# Football Club Midtjylland 2010-2011
Questa voce raccoglie le informazioni riguardanti il Football Club Midtjylland nelle competizioni ufficiali della stagione 2010-2011.

## Rosa
| N. |                      | Ruolo | Calciatore         |
| -- | -------------------- | ----- | ------------------ |
| 1  | Danimarca (bandiera) | P     | Jonas Lössl        |
| 3  | Danimarca (bandiera) | D     | Brian Priske       |
| 5  | Danimarca (bandiera) | D     | Martin Albrechtsen |
| 6  | Danimarca (bandiera) | D     | Jesper Juelsgård   |
| 7  | Danimarca (bandiera) | A     | Ken Ilsø           |
| 8  | Danimarca (bandiera) | C     | Jonas Borring      |
| 9  | Danimarca (bandiera) | C     | Jakob Poulsen      |
| 10 | Danimarca (bandiera) | C     | Mikkel Thygesen    |
| 11 | Danimarca (bandiera) | C     | Danny Olsen        |
| 14 | Danimarca (bandiera) | P     | Kasper Jensen      |
| 15 | Danimarca (bandiera) | D     | Jesper Lauridsen   |
| 17 | Danimarca (bandiera) | C     | Mads Albæk         |
| 18 | Danimarca (bandiera) | D     | Erik Sviatchenko   |
| 20 | Croazia (bandiera)   | D     | Kristijan Ipša     |
| 21 | Danimarca (bandiera) | C     | Kasper Hansen      |
| 22 | Danimarca (bandiera) | A     | Mads Hvilsom       |

| N. |                          | Ruolo | Calciatore           |
| -- | ------------------------ | ----- | -------------------- |
| 23 | Danimarca (bandiera)     | A     | Frank Kristensen     |
| 24 | Svezia (bandiera)        | A     | Ken Fagerberg        |
| 26 | Danimarca (bandiera)     | D     | Jesper Bøge          |
| 27 | Nigeria (bandiera)       | C     | Adigun Salami        |
| 28 | Danimarca (bandiera)     | A     | Morten Nielsen       |
| 29 | Nuova Zelanda (bandiera) | D     | Winston Reid         |
| 30 | Nigeria (bandiera)       | A     | Babajide Collins     |
| 31 | Danimarca (bandiera)     | D     | Morten Koch Nielsen  |
| 32 | Danimarca (bandiera)     | D     | Kristian Bak Nielsen |
| 33 | Danimarca (bandiera)     | D     | Alexander Ludwig     |
| 34 | Danimarca (bandiera)     | C     | Christian Sivebæk    |
| 36 | Nigeria (bandiera)       | C     | Rilwan Hassan        |
| 39 | Nigeria (bandiera)       | C     | Jude Nworuh          |
| 41 | Danimarca (bandiera)     | C     | Rasmus Christensen   |
| 43 | Nigeria (bandiera)       | C     | Izunna Uzochukwu     |
| 44 | Nigeria (bandiera)       | A     | Sylvester Igboun     |

## Calciomercato

### Sessione estiva
| Arrivi | Arrivi               | Arrivi     | Arrivi     |
| R.     | Nome                 | da         | Modalità   |
| ------ | -------------------- | ---------- | ---------- |
| P      | Kasper Jensen        |            | svincolato |
| D      | Kristian Bak Nielsen | Heerenveen | definitivo |
| D      | Brian Priske         | Vejle      | prestito   |
| C      | Jakob Poulsen        | Aarhus     | definitivo |
| A      | Morten Nielsen       |            | svincolato |

| Partenze | Partenze         | Partenze            | Partenze   |
| R.       | Nome             | a                   | Modalità   |
| -------- | ---------------- | ------------------- | ---------- |
| P        | Martin Raška     |                     | svincolato |
| D        | Kolja Afriyie    | Energie Cottbus     | definitivo |
| D        | Leon Jessen      | Kaiserslautern      | definitivo |
| D        | Jude Nworuh      | Fredericia          | prestito   |
| D        | Winston Reid     | West Ham Utd        | definitivo |
| A        | Babajide Collins | Alanija Vladikavkaz | prestito   |
| A        | George Florescu  | Alanija Vladikavkaz | definitivo |

### Tra le due sessioni
| Arrivi | Arrivi           | Arrivi              | Arrivi        |
| R.     | Nome             | da                  | Modalità      |
| ------ | ---------------- | ------------------- | ------------- |
| A      | Babajide Collins | Alanija Vladikavkaz | fine prestito |

| Partenze | Partenze | Partenze | Partenze |
| R.       | Nome     | a        | Modalità |
| -------- | -------- | -------- | -------- |

### Sessione invernale
| Arrivi | Arrivi | Arrivi | Arrivi   |
| R.     | Nome   | da     | Modalità |
| ------ | ------ | ------ | -------- |

| Partenze | Partenze         | Partenze           | Partenze      |
| R.       | Nome             | a                  | Modalità      |
| -------- | ---------------- | ------------------ | ------------- |
| D        | Brian Priske     | Vejle              | fine prestito |
| A        | Babajide Collins | Dacia Chișinău     | definitivo    |
| A        | Ken Ilsø         | Fortuna Düsseldorf | prestito      |
| A        | Frank Kristensen | Randers            | definitivo    |

## Risultati

### Superligaen
| Arbitro: | Johansen (Copenaghen) |

|  |           |                     |
|  | Marcatori | 12’, 73’ Kristensen |

| Arbitro: | Vejlgaard (Copenaghen) |

|                           |           |  |
| Olsen 61’ (rig.) Ilsø 72’ | Marcatori |  |

| Arbitro: | Rasmussen (Odense) |

|                    |           |  |
| Stryger Larsen 34’ | Marcatori |  |

| Arbitro: | Christoffersen (Virum) |

|  |           |                                      |
|  | Marcatori | 65’ Kristensen 77’ Igboun 90’ Hassan |

| Arbitro: | Rasmussen (Odense) |

|                              |           |                   |
| Juelsgård 28’ Kristensen 90’ | Marcatori | 77’ (aut.) Priske |

| Arbitro: | Nystrup Kragh (Copenaghen) |

|                                                        |           |  |
| Uzochukwu 70’ Fagerberg 78’ Borring 83’ Kristensen 90’ | Marcatori |  |

| Arbitro: | Laursen (Copenaghen) |

|                         |           |            |
| Andreasen 22’ Utaka 68’ | Marcatori | 54’ Igboun |

| Arbitro: | Rasmussen (Odense) |

|                |           |               |
| Kristensen 27’ | Marcatori | 20’ Movsisyan |

| Arbitro: | Svendsen (Skive) |

|  |           |                          |
|  | Marcatori | 71’ Kristensen 81’ Olsen |

| Arbitro: | Christoffersen (Virum) |

|  |           |                                      |
|  | Marcatori | 11’ Pospěch 39’ Claudemir 70’ N'Doye |

| Arbitro: | Kehlet (Aarhus) |

|           |           |                      |
| Olsen 84’ | Marcatori | 9’ Aabech 68’ Larsen |

| Arbitro: | Vollquartz (Viborg) |

|                     |           |              |
| Movsisyan 9’ (rig.) | Marcatori | 53’ Thygesen |

| Arbitro: | Larsen (Odense) |

|               |           |                          |
| Ilsø 29’, 38’ | Marcatori | 73’ Vendelbo 89’ Janssen |

| Arbitro: | Hermansen (Copenaghen) |

|  |           |                   |
|  | Marcatori | 64’, 87’ Thygesen |

| Arbitro: | Rasmussen (Odense) |

|                                           |           |                         |
| van der Schaaf 19’ Krohn-Dehli 60’ (rig.) | Marcatori | 30’ Priske 52’ Thygesen |

| Arbitro: | Christoffersen (Virum) |

|                      |           |                   |
| Olsen 15’ Igboun 44’ | Marcatori | 22’, 84’ Helenius |

| Arbitro: | Vollquartz (Viborg) |

|                                           |           |                       |
| Utaka 58’ Sviatchenko 67’ (aut.) Ruud 88’ | Marcatori | 12’ Ilsø 56’ Thygesen |

| Arbitro: | Hermansen (Copenaghen) |

|                             |           |            |
| Albrechtsen 54’ Borring 76’ | Marcatori | 85’ Hansen |

| Arbitro: | Rasmussen (Odense) |

|                 |           |  |
| Manich Bech 72’ | Marcatori |  |

| Arbitro: | Svendsen (Skive) |

|                                 |           |  |
| Poulsen 64’ (rig.) Thygesen 82’ | Marcatori |  |

| Arbitro: | Larsen (Odense) |

|                         |           |                                |
| Albæk 13’ Uzochukwu 28’ | Marcatori | 26’ Christensen 61’ Nordstrand |

| Arbitro: | Vollquartz (Viborg) |

|                   |           |            |
| Fabricius 9’, 79’ | Marcatori | 38’ Igboun |

| Arbitro: | Tykgaard (Holstebro) |

|                                                 |           |                                        |
| Thygesen 18’, 38’ Fagerberg 44’ Bak Nielsen 80’ | Marcatori | 22’ (rig.), 28’ Aabech 26’, 45’ Madsen |

| Arbitro: | Nystrup Kragh (Copenaghen) |

|           |           |  |
| Holst 75’ | Marcatori |  |

| Arbitro: | Kehlet (Aarhus) |

|           |           |           |
| Olsen 90’ | Marcatori | 5’ Traoré |

| Arbitro: | Hermansen (Copenaghen) |

|             |           |  |
| Sivebæk 33’ | Marcatori |  |

| Arbitro: | Christoffersen (Virum) |

|  |           |                 |
|  | Marcatori | 83’ (rig.) Høgh |

| Arbitro: | Larsen (Odense) |

|                                  |           |  |
| Nielsen 13’ Rasmussen 65’ (rig.) | Marcatori |  |

| Arbitro: | Johansen (Copenaghen) |

|                          |           |             |
| Igboun 10’ Lauridsen 26’ | Marcatori | 20’ Antipas |

| Arbitro: | Rasmussen (Odense) |

|            |           |  |
| Igboun 25’ | Marcatori |  |

| Arbitro: | Hermansen (Copenaghen) |

|                                             |           |                                  |
| N'Doye 27’, 31’, 71’ Bolaños 58’ Santin 83’ | Marcatori | 16’ Albrechtsen 64’ (rig.) Albæk |

| Arbitro: | Tykgaard (Holstebro) |

|                          |           |                     |
| Poulsen 14’ Thygesen 30’ | Marcatori | 39’ Rise 54’ Jensen |

| Farum 29 maggio 2011, ore 16:00 33ª giornata | Nordsjælland           | 0 – 0 referto | Midtjylland | Farum Park (4.764 spett.)\| Arbitro: \| Christoffersen (Virum) \| |
| Arbitro:                                     | Christoffersen (Virum) |               |             |                                                                   |

### DBUs Landspokalturnering
| Hvidovre 22 settembre 2010, ore 16:30 Terzo turno | Avedøre | 2 – 3 referto | Midtjylland | Avedøre Stadion |

| Arbitro: | Johansen (Copenaghen) |

|  |           |                                             |
|  | Marcatori | 13’ Ilsø 44’ Juelsgård 81’ Olsen 90’ Igboun |

| Arbitro: | Nystrup Kragh (Copenaghen) |

|  |           |            |
|  | Marcatori | 40’ Igboun |

| Arbitro: | Kehlet (Aarhus) |

|             |           |                              |
| Hvilsom 68’ | Marcatori | 28’ Janssen 53’ (rig.) Lange |

| Arbitro: | Svendsen (Skive) |

|                                    |                      |                                            |
| Timm 90'+1’                        | Marcatori            | 58’ Thygesen 60’ Hassan                    |
| Lange Karlsen Vendelbo Timm Conboy | Tiri di rigore 4 – 5 | Bak Nielsen Juelsgård Albæk Igboun Poulsen |

## Statistiche

### Andamento in campionato
| Giornata  | 1 | 2 | 3 | 4 | 5 | 6 | 7 | 8 | 9 | 10 | 11 | 12 | 13 | 14 | 15 | 16 | 17 | 18 | 19 | 20 | 21 | 22 | 23 | 24 | 25 | 26 | 27 | 28 | 29 | 30 | 31 | 32 | 33 |
| --------- | - | - | - | - | - | - | - | - | - | -- | -- | -- | -- | -- | -- | -- | -- | -- | -- | -- | -- | -- | -- | -- | -- | -- | -- | -- | -- | -- | -- | -- | -- |
| Luogo     | T | C | T | T | C | C | T | C | T | C  | C  | T  | C  | T  | T  | C  | T  | C  | T  | C  | C  | T  | C  | T  | C  | C  | T  | T  | C  | C  | T  | C  | T  |
| Risultato | V | V | P | V | V | V | P | N | V | P  | P  | N  | N  | V  | N  | N  | P  | V  | P  | V  | N  | P  | N  | P  | N  | V  | V  | P  | V  | V  | P  | N  | N  |
| Posizione | 5 | 1 | 3 | 2 | 2 | 2 | 2 | 2 | 2 | 2  | 2  | 2  | 2  | 2  | 2  | 2  | 3  | 2  | 4  | 2  | 4  | 4  | 4  | 4  | 4  | 4  | 4  | 4  | 4  | 3  | 4  | 4  | 4  |

Fonte:  Superligaen 2010/11, su altomfotball.no, Altomfotball.
Legenda:

Luogo: C = Casa; T = Trasferta. Risultato: V = Vittoria; N = Pareggio; P = Sconfitta.